# Palmer (Alaska)
Palmer es una ciudad ubicada en el borough de Matanuska-Susitna en el estado estadounidense de Alaska. En el Censo de 2010 tenía una población de 5937 habitantes y una densidad poblacional de 444,85 personas por km².

## Geografía
Palmer se encuentra en las coordenadas 61°35′51″N 149°6′53″O / 61.59750, -149.11472. Según la Oficina del Censo de los Estados Unidos, Palmer tiene una superficie total de 13.35 km², de la cual 13.35 km² corresponden a tierra firme y (0%) 0 km² es agua.

## Demografía
Según el censo de 2010, había 5937 personas residiendo en Palmer. La densidad de población era de 444,85 hab./km². De los 5937 habitantes, Palmer estaba compuesto por el 79.15% blancos, el 1.84% eran afroamericanos, el 9.16% eran amerindios, el 1.11% eran asiáticos, el 0.35% eran isleños del Pacífico, el 0.76% eran de otras razas y el 7.63% pertenecían a dos o más razas. Del total de la población el 4.58% eran hispanos o latinos de cualquier raza.

## Galería de imágenes

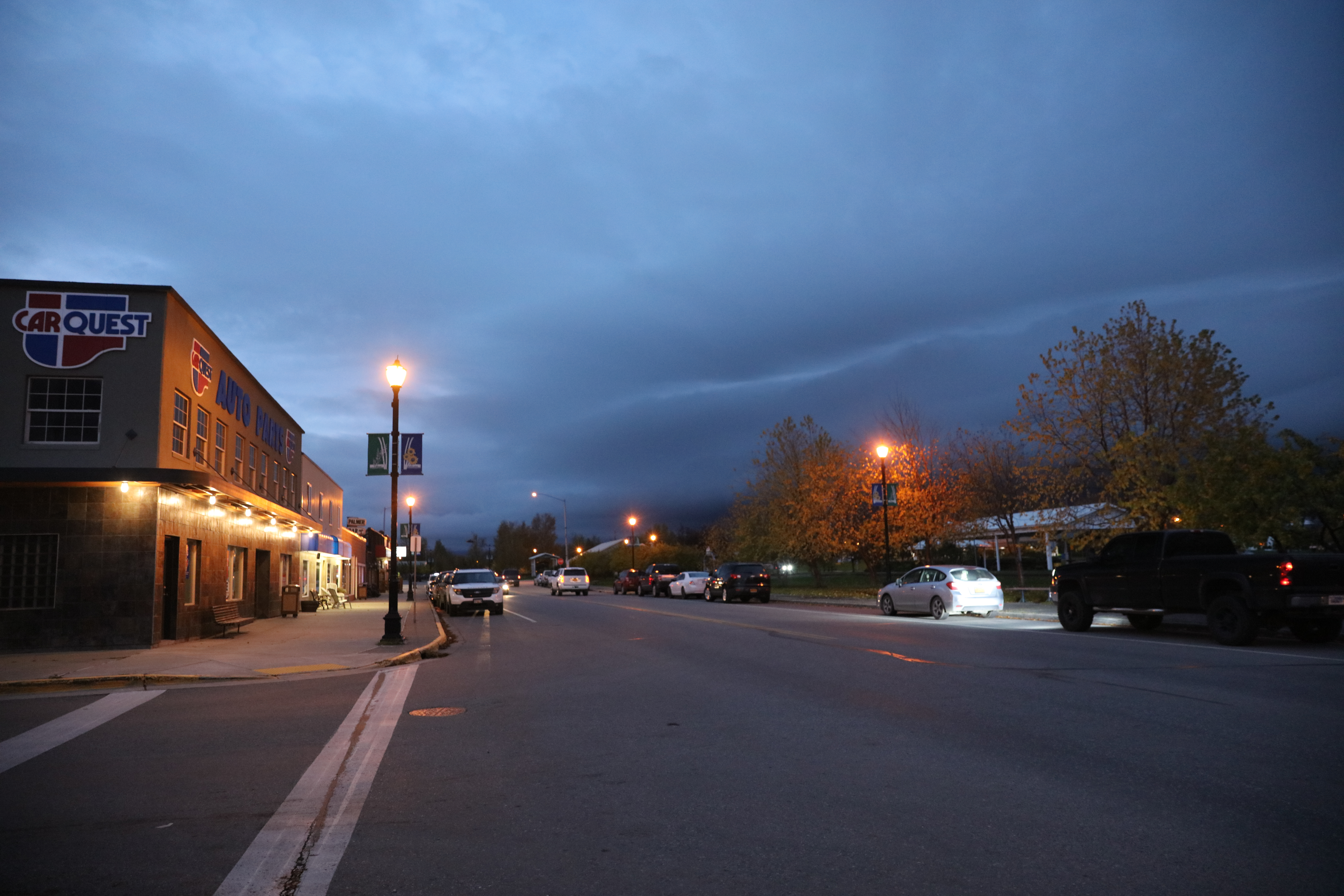